# Polyergus rufescens
Polyergus rufescens são formigas que atacam outros formigueiros, roubam as pupas e criam-nas como obreiras (escravos). Tornaram-se totalmente dependentes destes escravos, ao ponto de, sem eles, serem incapazes de se alimentar.